# Aquí no ha pasado nada
Aquí na ha pasado nada (Engels: Much Ado About Nothing) is een Chileense film uit 2016, geregisseerd door Alejandro Fernández Almendras. De film ging in wereldpremière op 23 januari op het Sundance Film Festival in de World Cinema Dramatic Competition.

## Verhaal
Vicente, een collegestudent brengt in het familiestrandhuis de zomervakantie door met ontspanning, drinken en flirten. Na een feestje stapt hij op een avond met pasgemaakte vrienden in een auto en geraakt betrokken bij een ongeval met vluchtmisdrijf. Hij heeft nog wazige herinneringen aan het voorval en de andere betrokkenen geven tegenstrijdige verklaringen. Vicente komt terecht in een strafzaak en een corrupt systeem dat de eigenlijke dader van het ongeval, de zoon van een prominente politicus, tracht te beschermen.

## Rolverdeling
| Acteur           | Personage |
| ---------------- | --------- |
| Augustín Silva   | Vicente   |
| Alejandro Goic   |           |
| Luis Gnecco      |           |
| Pauline García   |           |
| Daniel Alcaino   |           |
| Augusto Schuster |           |